# 古都和子
古都 和子（ふるみや かずこ、3月18日 - ）は、日本の漫画家。佐賀県出身。
「こどものりょーぶん」で第308回HMC努力賞を受賞。2001年、「DOLL LOVER」で第26回白泉社アテナ新人大賞新人賞を受賞。以後、白泉社の漫画雑誌『花とゆめ』、『ザ花とゆめ』で活躍している。2005年、第30回白泉社アテナ新人大賞デビュー優秀者賞を受賞。

## 作品リスト

### 単行本
- 君とスキャンダル!（全1巻、2005年刊）
- ブラッディKISS（全2巻、2006年 - 2007年刊）
  - 第1巻併録：エンジェル恋歌
  - 第2巻併録：吸血鬼にお願い
- お嬢様ご命令を（全1巻、2008年刊）
  - 併録：スイート守護者
- ハートの国でお茶会（全1巻、2008年刊）
  - 併録：トロピカルに恋色
- 会長さんちの子ねこ（全1巻、2010年刊）
  - 併録：学ラン王子

### その他
- 僕の好きな花（『ぼくの地球を守ってトリビュート』2009年刊、脚本：藤谷燈子、コンテ：羽村初） - 日渡早紀『ぼくの地球を守って』のトリビュート漫画。
- 裕次郎は見た!（『花ざかりの君たちへトリビュート』2009年刊、脚本：藤谷燈子、コンテ：ながはまのりこ） - 中条比紗也『花ざかりの君たちへ』のトリビュート漫画。